# Kamienica Clermentisa Stellemachera w Krakowie
Kamienica Clermentisa Stellemachera – zabytkowa kamienica znajdująca się w Krakowie, w dzielnicy I przy ulicy Grodzkiej 46, na rogu z ulicą Senacką 11, na Starym Mieście.

## Historia kamienicy
Kamienica została wzniesiona około 1412 przez Clermentisa Stellemachera. W latach 1632–1680 była własnością rodu Michałowskich. W 1710 została nabyta przez jezuitów, w których posiadaniu znajdowała się do 1775. W 1861 budynek został zakupiony przez Maryna Strzelbickiego. Na jego polecenie kamienica została gruntownie przebudowana w 1876, według projektu architekta i budowniczego Józefa Kwiatkowskiego. Ostatnia przebudowa miała miejsce w 1913. Kierował nią architekt Artur Romanowski. 
20 marca 1968 i ponownie 1 kwietnia 1975 kamienica została wpisana do rejestru zabytków. Znajduje się także w gminnej ewidencji zabytków.